# Маріупольсько-волноваська операція
Маріу́польсько-волнова́ська опера́ція — військова операція РРФСР із захоплення частини Донецької губернії як продовольчої та промислової бази із виходом в область Всевеликого Війська Донського.

## Історія
4 вересня 1920 року частини захисників Донбасу залишили один з останніх пунктів оборони на підступах до Гуляйполя, яке зайняла 2-а Донська дивізія. В паніці піхота червоноармійців з обозами відступила у Волноваху.
11 вересня Петро Врангель видав директиву, в якій наказував генералу Кутепову розбити волноваську групу червоноармійців, адміралу Ніколя наказував розбити Азовську червону флотилію, замкнути 15 вересня маріупольський порт, і разом із сухопутними частинами зайняти Маріуполь. Цього ж дня гвардійська бригада 1-ї Донської козацької дивізії атакувала біля Стародубівки матроську дивізію, після кількох атак матроси відступили, частина з них було вбито, 600 чоловік потрапило в полон. 2-а Донська дивізія наставала на північ від збираючись проникнути в Донецьку губернію в районі Великоновоселівки і для охоплення Волновахи з півночі, при просуванні дивізія не зустрічала серйозного опору червоні спішно відходили на лінію Волноваха — Маріуполь.
13 вересня 1-а Донська дивізія зайняла район Стародубівки Покровського, 3-я Донська дивізія зайняла район сіл Богословське і Зачатівське.
14 вересня 1-а Донська дивізія виступила на штурм Маріуполя, 3-я Донська дивізія виступила на станцію Волноваха, 2-а дивізія виступила в район станції Велико-Анадоль. Протягом 14 вересня 1-а Донська дивізія зосереджувалася в станиці Микільській з метою атакувати Маріуполь 15 вересня з північного заходу та з півночі, 3-я Донська дивізія зайняла з боєм район станції Платонівка — Волноваха, кіннота 3-ї Донської дивізії вела бій у Апостольського, 2-а Донська дивізія розбила на світанку біля станції Велико-Анадоль загін червоної піхоти до 4000 багнетів і відкинула його на схід, захопивши кілька сотень полонених і відрізавши два бронепоїзди червоних. При переслідуванні 2-а донський дивізія збила червоних у Новотроїцького і продовжувала гнати супротивника на північний схід.
15 вересня 1-а Донська дивізія з боєм захопила Маріуполь, 3-я Донська дивізія, що мала завдання сприяти 1-й дивізії наступом на Маріуполь з півночі і північного сходу, вела бій з червоними, що проривалися з Маріуполя, вийшла на лінію Павло. та переслідувала червоних на схід до станиці Новомиколаївської, 2-а Донська дивізія зосередилася в районі Новотроїцьке — Ольгинське.
16 вересня бригада кінноти супротивника (7-ї кавалерійської дивізії) атакувала в Ольгінській частині 2-ї Донської дивізії, але була відбита. 2-а Донська дивізія переслідувала супротивника на Олександрівку. 4-й Назаровський полк під командою генерала Рубашкіна здійснив наліт на станції Караванне та Мандрикино і надвечір 16 вересня зайняв станцію Юзово, де підірвав склади боєприпасів та зруйнував залізничні споруди. 16 вересня 1-а Донська дивізія була відтягнута до резерву командира корпусу в район Великоновоселівки частини 3-ї дивізії залишалися в Маріуполі для охорони міста та порту. За маріупольсько-волноваську операцію донці взяли до 5000 полонених, 9 знарядь, 1 бронепоїзд та багато кулеметів.
17 вересня противник знову перейшов у наступ на Новотроїцьке — Ольгінське. Частини Донського корпусу стягувалися в район Волновахи, з метою остаточної ліквідації червоної армії, що групувалися на північ від Волновахи. За даними розвідки, противник силою до 5000 піхоти та понад 1000 кінноти займав район Новотроїцького — Ольгинського.
18 вересня, після завзятого бою, 1-а та 2-а Донські дивізії збили противника і зайняли лінію Олександрівське — Новотроїцьке, 2-а Донська дивізія була спрямована на переслідування противника, але під запеклим вогнем бронепоїзда змушена була зупинитися. На світанку 19 вересня частини Донського корпусу продовжували наступ. 1-а Донська дивізія, разом із 3-ї Донською дивізією, що направила кінноту в тил червоним в Оленівку, перекинула супротивника на фронті Олександрівське — Новотроїцьке — Ольгинське. Противник біг до Мар'євки, переслідуваний частинами 1-ї дивізії. Другий загін бойових судів, під командою контр-адмірала Беренса, пройшовши з траленням сім ліній мінних загорож, увійшов до Маріупольського порту.
20 вересня 1-а та 2-а Донські дивізії були повернені з району Волновахи на Пологи — Оріхів, де супротивник тіснив слабкі розвідувальні частини Донського корпусу. Червона кіннота встигла просунутися до району Розівка — Царевокостянтинівка. Частини 3-ї Донської дивізії продовжували залишатися в маріупольсько-волноваському районі.
21 вересня другий бойовий загін судів залишив Маріупольський порт, вивізши все цінне майно. Частини 3-ї Донської дивізії стали відтягуватися на захід.